# Cantone di Clermont-Ferrand-Nord
Il Cantone di Clermont-Ferrand-Nord era una divisione amministrativa dell'Arrondissement di Clermont-Ferrand.
È stato soppresso a seguito della riforma complessiva dei cantoni del 2014, che è entrata in vigore con le elezioni dipartimentali del 2015.
Comprendeva solo parte della città di Clermont-Ferrand.